# Marcel Poot
Marcel Poot (* 7. Mai 1901 in Vilvoorde; † 12. Juni 1988 in Ixelles/Elsene (Brüssel)) war ein belgischer Komponist.

## Leben
Marcel Poot, Sohn von Jan Poot, Direktor der Vlaamse Schouwburg, dem Flämischen Theater in Brüssel, studierte am Brüsseler Konservatorium Orgel bei Gerard Nauwelaarts, Komposition und Instrumentierung bei Arthur De Greef, José Sevenans, Martin Lunssens, Lodewijk Mortelmans, sowie am Konservatorium in Antwerpen. Bei Paul Gilson war er Privatschüler in Kompositionslehre. Ferner studierte er bei Paul Dukas an der École Normale de Musique de Paris.
Nach seinem Studium war er zunächst Musiklehrer, Musikrezensent und freischaffender Komponist. 1925 gründete er mit einzelnen ehemaligen Studenten von Gilson die Gruppe Les Synthétistes. Ähnlich wie die russische Gruppe der Fünf und in Frankreich die Groupe des Six sollte auch in Belgien sich eine solche Gruppe etablieren und auf die Kunst und das Musikleben entsprechenden Einfluss nehmen. Ziel dieser Gruppe war es, Kräfte zu bündeln, um dem konservativen Musikleben fundierte zeitgenössische Werke entgegenzusetzen. Weitere Mitglieder dieser Gruppe waren: René Bernier, Francis de Bourguignon, Théo de Joncker, Maurice Schoemaker, Jules Strens und Robert Otlet. Mit seiner 1934 komponierten Vrolijke Ouverture (Fröhliche Ouvertüre), die er Paul Dukas widmete, wurde er spontan über die Grenzen von Belgien hinaus bekannt.
Poot war auch als Publizist 15 Jahre lang aktiv, er war mit Paul Gilson Mitbegründer und Redakteur der La Revue Musicale belge und Musikredakteur bei der Tageszeitung Le Peuple.
Ab 1939 war er am Konservatorium in Brüssel als Dozent sowie Professor für Kontrapunkt und Harmonielehre und wurde 1949 Nachfolger von Léon Jongen als Direktor. Dieses Amt hatte er bis 1966 inne.
Poot gründete 1960 die Union der belgischen Komponisten und übernahm als erster deren Vorsitz. Beim Internationalen Königin Elisabeth-Wettbewerb war er von 1963 bis 1980 Vorsitzender der Jury und schrieb mehrere Auftragswerke für den Wettbewerb. Von 1969 bis 1976 war er Rektor des Eliteinternats für junge Musiker, der Chapelle Musicale Elisabeth. Er war Mitglied der Königlich Flämischen Akademie der Künste von Belgien.

## Werke
| - 1929 Symphonie n°1 für großes Orchester - 1930 Musiquette für Klavier und Orchester - 1931 Fugato - 1934 Vrolijke Ouverture - 1935 Allegro symphonique - 1936 Fantaisie rythmique - 1937 Danse laudative - 1937 Impromptu en forme de rondo für Kammerorchester - 1938 Légende épique für Klavier und Orchester - 1938 Symphonie n°2 - 1942 Concertstuk für Violoncello und Orchester - 1944 Fantasia für Kammerorchester - 1945 Icare für gemischten Chor und Orchester - 1947 Rhapsodie - 1952 Divertimento für kleines Orchester - 1952 Symphonie n°3 - 1953 Moto perpetuo - 1955 Ballade für Violine und Orchester - 1957 Fête à Thélème für Kammerorchester - 1959 Concerto für Klavier und Orchester - 1960 Pygmalion - 1960 Deux mouvements symphoniques - 1962 Suite en forme de variations - 1963 Musique pour cordes für Streichorchester - 1966 Concerto für 4 Klaviere und Orchester - 1966 Engelse suite - 1970 Symphonie n°4 - 1971 Concertino für Violoncello und Orchester - 1973 Concerto für Trompete und Orchester - 1974 Symphonie n°5 - 1975 Concerto n°2 für Klavier und Orchester - 1976 Symfonische ballade - 1977 Concerto für Klarinette und Orchester - 1978 Symphonie n°6 - 1979 Millennium für 4 Saxophone und Orchester - 1980 Concerto für Alt-Saxophon und Orchester - 1982 Symphonie n°7 | - 1923 Variations en forme de danses - 1926 Charlot Symphonische Skizzen - 1930 Jazz-music - 1940 Suite für Bläser und Schlagzeug - 1946 Mouvement symphonique - 1952 Ouverture rhapsodique - 1959 Ouverture de concours - 1968 Musique de concert - 1980 Vrolijkheid in brass für Brass-Band - Vlaamse Rhapsodie - Bacchanten - 1948 Attributs für gemischten Chor - 1933 Chanson bachique für Männerchor |